# Ciudadrea colorata
Ciudadrea colorata är en insektsart som först beskrevs av Lindberg 1936.  Ciudadrea colorata ingår i släktet Ciudadrea och familjen dvärgstritar. Inga underarter finns listade i Catalogue of Life.